# Caleb Mwangangi Ndiku

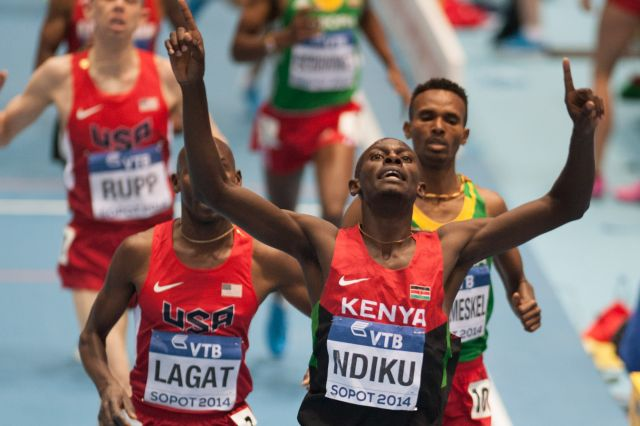
Caleb Mwangangi Ndiku

Caleb Mwangangi Ndiku (* 9. října 1992, Machakos, Keňa) je keňský atlet, halový mistr světa v běhu na 3000 metrů z roku 2014.

## Sportovní kariéra
V osmnácti letech se stal mistrem světa juniorů v přespolním běhu, ve stejném roce 2010 navíc zvítězil na juniorském světovém šampionátu v běhu na 1500 metrů. V roce 2014 zvítězil na světovém halovém šampionátu v Sopotech v běhu na 3000 metrů. O rok později získal stříbrnou medaili v běhu na 5000 metrů na mistrovství světa v Pekingu.
V roce 2016 skončil pátý v běhu na 3000 metrů na halovém mistrovství světa v Portlandu.

## Osobní rekordy
Hala
- 3000 m – 7:31,66 – 2013, Stockholm

Venku
- 1500 m – 3:29,50 – 2013, Monako
- 3000 m – 7:30,99 – 2012, Stockholm
- 5000 m – 12:59,17 – 2014, Stockholm